# Victor Vescovo
Victor Lance Vescovo (né le 10 février 1966 au Texas, et vivant à Dallas) est un investisseur américain qui a fait fortune dans les fonds de placement (capital-investissement ; il est cofondateur et  directeur associé de la société de capital-investissement Insight Equity Holdings ; il est aussi connu comme sportif et explorateur sous-marin (exploration des abysses).
Il veut être le premier humain à descendre dans chacune des zones les plus profondes des cinq océans (en commençant fin 2018 par la fosse de Porto Rico) ; il a pour cela affrété un ancien navire de recherche et commandé un sous-marin biplace, dénommé Limiting Factor, capable de supporter - pour plusieurs missions - la pression de l'eau jusqu'à plus de 11 000 m. En décembre 2018, il a personnellement dirigé l'expédition « Five Deeps Expedition ».

## Éléments de biographie

### Études
Il a obtenu une licence (Bachelor) en économie et en sciences politiques à l'université Stanford en trois ans. 
Puis il a obtenu une maîtrise en sciences politiques, en études sur la Défense et le contrôle des armements au Massachusetts Institute of Technology (MIT) ; un programme d'études et de recherche de deuxième cycle basé au Centre d'études internationales du MIT, programme né de la fusion de deux initiatives :
- cours sur la sécurité internationale mis en place par le professeur William Kaufmann dans les années 1960,
- séminaires sur les armes nucléaires et la politique de contrôle des armements lancés par les professeurs Jack Ruina et George Rathjens au milieu des années 1970.

Enfin, il obtient en 1994 un MBA de la Harvard Business School  où il était Baker Scholar, c'est-à-dire classé dans les meilleurs 5% de sa promotion.

## Activités professionnelles et militaires
Il commence sa carrière dans les fusions-acquisitions de Lehman Brothers. De 1994 à 1999, il est manager à Bain Capital, où il s'occupe de fusions d'entreprises et d'amélioration de performance.
Il participe à la création de la société Insight Equity en 2000. Par ailleurs, il dirige le développement de produits de Military Advantage en 2004. En février 2009, il est CEO de transition de Meadow Valley Corporation.
Pendant 20 ans, il est officier de réserve dans les services de renseignement de la marine américaine, spécialisé dans le ciblage opérationnel et a servi pendant plus d'un an dans des opérations de lutte contre le terrorisme à l'étranger. Il prend sa retraite en 2013 avec le grade de commandant,,. 

## Activités d’exploration

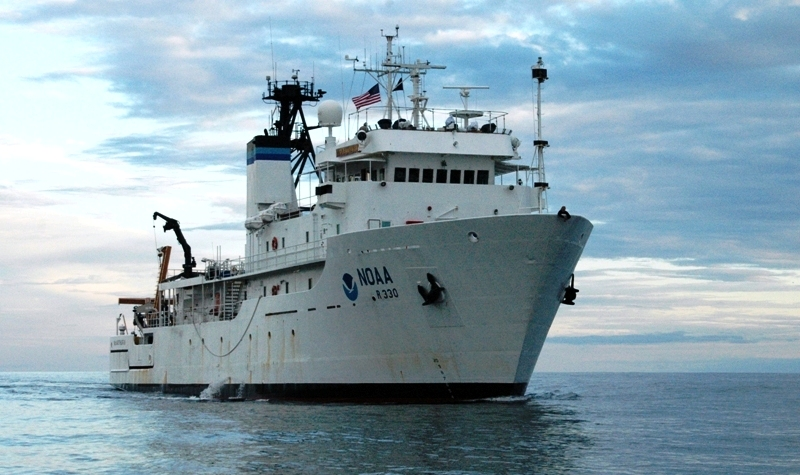
Le navire d'exploration scientifique USNS Indomitable (T-AGOS-7) (ici en service à la NOAA), racheté et réaménagé par Caladan Oceanic LLC pour les expéditions de V. Vescovo (sous le nom de Deep Submersible Support Vessel (DSSV) Pressure Drop).

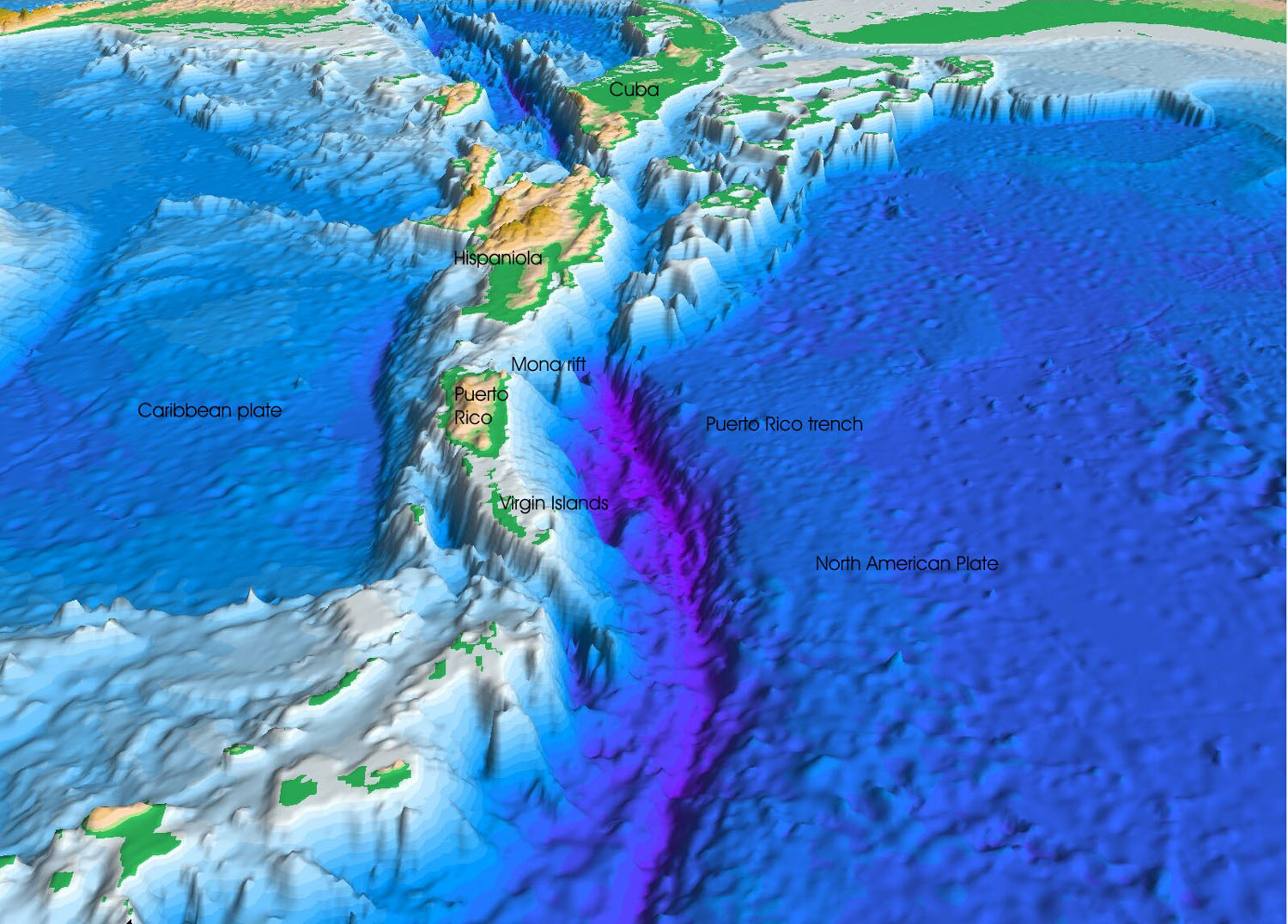
La fosse de Porto Rico, que Victor Vescovo a été le premier à explorer physiquement en son point le plus profond en décembre 2018 (fosse de Milwaukee, 8376 m). Cette zone est aussi un point chaud de la planète en termes sismiques.

Victor Vescovo  est certifié pilote (multimoteur) de jets et d’hélicoptères, ainsi que pilote d'essai de sous-marins.
Dès 1988, il escalade les monts Kilimandjaro et Aconcagua, où il fait une très mauvaise chute.
Il a effectué le Grand Chelem des explorateurs — ascension des sept plus grands sommets — et plus de 100 km de ski jusqu'aux pôles Nord et Sud.
En décembre 2018, il est devenu le quatrième humain à atteindre le point le plus profond de l’océan Atlantique. Pour y arriver, il investit 48 millions de dollars US dans la construction d'un sous-marin par Triton Submarines (en), doté de 3 hublots aux vitres de mousse syntactique, ainsi que l’achat d’un ancien navire scientifique (le DSSV Pressure Drop) et de trois « atterrisseurs robotiques » destinés à faire des échantillons biologiques à 8 370 m sous la surface dans la fosse de Porto Rico (pour la première de 5 expéditions programmées),,. Le sonar de son sous-marin peut réaliser une cartographie bathymétrique en haute résolution d'une partie de ces tranchées profondes, afin de mieux comprendre ce qui se passe là où des plaques tectoniques plongent dans le manteau terrestre. Un recueil d'échantillons biologiques permet d'améliorer la connaissance des écosystèmes extrêmophiles qui se sont développés à ces profondeurs.
En 2018-2019, via un financement privé (Expédition Five Deeps), et  une coopération avec différents scientifiques, notamment de l'Université de Newcastle upon Tyne, il explore 5 fosses océaniques encore presque inconnues,. Il a ainsi découvert les épaves les plus profondes jamais découvertes, à 6 895 m et 6 469 m de profondeur, dans l'océan Pacifique. Les explorateurs découvrent une quarantaine de nouvelles espèces, cartographient des territoires jusqu'alors non explorés par l'homme, et réalisent des photos impressionnantes.
En février 2020, l'explorateur descend avec le prince Albert de Monaco dans la fosse Calypso, point le plus profond de la mer Méditerranée situé au sud-ouest de la péninsule du Péloponnèse.
Le 4 juin 2022, il effectue un vol spatial suborbital à bord d'une capsule New Shepard lors de la mission NS-21.